# トラスト (競走馬)
トラスト(Trust)は、日本の競走馬。主な勝ち鞍に2016年の札幌2歳ステークス。2016年度のNARグランプリ最優秀ターフ馬に選出された。

## 戦績
- 特記事項なき場合、本節の出典はJBISサーチ[5]、地方競馬全国協会[2]

2016年5月27日、川崎競馬場でのスパーキングデビュー（新馬）でデビューし、1着。続く若草特別では直線入口ですでに後続に5馬身差つけていたところに鞍上の森泰斗の一追いでさらに差を広げ、2着フリフリバードに2秒4差つけて2連勝とした。このころまでに2017年のダービーステークスに登録されていることも報道され、その中で札幌競馬場に遠征して出走のクローバー賞は岡田繁幸の弟・岡田牧雄所有のブラックオニキスの2着に終わったが、9月の札幌2歳ステークスではスタートから先頭を切り、そのまま押し切ってブラックオニキスに2馬身半差をつけて勝利した。レース後、岡田繁幸は目標をダービーステークスから東京優駿に切り替えることを明言し、栗東トレーニングセンター・中村均厩舎に移籍させた。移籍後初戦の東京スポーツ杯2歳ステークス、2戦目の朝日杯フューチュリティステークスはともに5着に終わる。シーズン中途で移籍した形となったが、2016年度のNARグランプリ各部門の選考では最優秀ターフ馬に選ばれた。
3歳を迎え、初戦のシンザン記念で4着、間を置いて出走の毎日杯でも5着と掲示板内に入り続けたものの、皐月賞、NHKマイルカップ、そして東京優駿のG1競走3連戦ではいずれも6着以下の成績に終わった。秋は9月の丹頂ステークス1走のみとどまり、4歳以降もオープン特別に3戦出走するが勝ち星なく、6月に準オープンクラスに降級も2戦して二桁着順と勝てなくなり、障害競走に転向した。2018年10月27日の障害未勝利戦を勝って久しぶりの勝利を挙げると、続く秋陽ジャンプステークスも逃げ切って障害転向後2連勝。中山大障害が目標も出走せず、翌2019年2月の春麗ジャンプステークスで復帰し、レースでは2着ハルキストンに2秒差付けて3連勝とし、定年を迎えた中村均への餞別の勝利とも呼ばれた。しかし、オジュウチョウサンらとの対決が期待された矢先、屈腱炎を発症して休養を余儀なくされる。3月以降は中村の弟子で新規開業した長谷川浩大厩舎の所属となり、秋に東京ハイジャンプで復帰もシングンマイケルの3着。2019年中は出走せず翌2020年の牛若丸ジャンプステークスで戦列に戻り、レースでは大きな差をつけて逃げて残り200メートルを過ぎたあたりで鞍上の熊沢重文が後続を振り返ったあと手綱を緩めたところ、エアカーディナルとメイショウオトコギの追撃を受けて最後はクビ差凌いだものの、熊沢は騎乗ぶりが注意義務を怠ったとして開催2日間の騎乗停止処分を受けた。次走の阪神スプリングジャンプでは一旦先頭に立つもオジュウチョウサンの3着。東京ジャンプステークス5着の後は再び休養に入り、2021年の初戦、ペガサスジャンプステークスの前日に岡田繁幸が急死したため熊沢は喪章をつけて当日のレースに臨むも「岡田一門」サラブレッドクラブ・ラフィアン所有のマイネルレオーネの2着、「岡田繁幸追悼のような結果」とも報道された。5月中京競馬場での京都ハイジャンプもマーニの2着に終わり、これが最後のレースとなって6月24日付でJRAの競走馬登録を抹消されて馬事公苑で乗馬となり、2022年2月からは阪神競馬場の誘導馬に転じた。

## 競走成績
以下の内容は、JBISサーチ、netkeiba.com、地方競馬全国協会に基づく。
| 競走日     | 競馬場 | 競走名                 | 格       | 距離 （馬場） | 頭 数 | 枠 番 | 馬 番 | オッズ （人気） | 着順 | タイム （上り3F） | 着差 | 騎手      | 斤量 [kg] | 1着馬（2着馬）       | 馬体重 [kg] |
| ---------- | ------ | ---------------------- | -------- | ------------- | ----- | ----- | ----- | --------------- | ---- | ----------------- | ---- | --------- | --------- | -------------------- | ----------- |
| 2016.05.27 | 川崎   | スパーキングデビュー   | 新馬     | ダ0900m（不） | 4     | 4     | 4     | 001.10（1人）   | 01着 | R0:56.0（37.8）   | -0.8 | 0森泰斗   | 54        | （バジガクカラッツ） | 445         |
| 0000.06.16 | 川崎   | 若草特別               | 2歳一    | ダ1400m（重） | 12    | 3     | 3     | 001.20（1人）   | 01着 | R1:31.4（40.1）   | -2.4 | 0森泰斗   | 54        | （フリフリバード）   | 444         |
| 0000.08.21 | 札幌   | クローバー賞           | OP       | 芝1500m（稍） | 8     | 8     | 8     | 002.20（1人）   | 02着 | R1:31.6（36.8）   | -0.2 | 0柴田大知 | 54        | ブラックオニキス     | 456         |
| 0000.09.03 | 札幌   | 札幌2歳S               | GIII     | 芝1800m（良） | 13    | 4     | 5     | 009.70（5人）   | 01着 | R1:49.9（36.0）   | -0.4 | 0柴田大知 | 54        | （ブラックオニキス） | 456         |
| 0000.11.19 | 東京   | 東スポ杯2歳S           | GIII     | 芝1800m（良） | 10    | 5     | 5     | 005.20（3人）   | 05着 | R1:48.7（35.3）   | -0.4 | 0柴田大知 | 55        | ブレスジャーニー     | 468         |
| 0000.12.18 | 阪神   | 朝日杯FS               | GI       | 芝1600m（良） | 18    | 8     | 18    | 021.30（8人）   | 05着 | R1:36.1（35.4）   | -0.7 | 0柴田大知 | 55        | サトノアレス         | 466         |
| 2017.01.08 | 京都   | シンザン記念           | GIII     | 芝1600m（重） | 15    | 5     | 8     | 006.90（3人）   | 04着 | R1:38.0（38.0）   | -0.4 | 0柴田大知 | 57        | キョウヘイ           | 468         |
| 0000.03.25 | 阪神   | 毎日杯                 | GIII     | 芝1800m（良） | 8     | 5     | 5     | 016.90（6人）   | 05着 | R1:47.3（34.3）   | -0.8 | 0丹内祐次 | 57        | アルアイン           | 468         |
| 0000.04.16 | 中山   | 皐月賞                 | GI       | 芝2000m（良） | 18    | 8     | 18    | 153.6（17人）   | 13着 | R1:58.6（35.3）   | -0.8 | 0柴田大知 | 57        | アルアイン           | 472         |
| 0000.05.07 | 東京   | NHKマイルC             | GI       | 芝1600m（良） | 18    | 7     | 13    | 077.40（17人）  | 08着 | R1:33.3（35.3）   | -1.0 | 0柴田大知 | 57        | アエロリット         | 472         |
| 0000.05.28 | 東京   | 東京優駿               | GI       | 芝2400m（良） | 18    | 4     | 8     | 219.1（16人）   | 08着 | R2:27.5（34.2）   | -0.6 | 0丹内祐次 | 57        | レイデオロ           | 472         |
| 0000.09.03 | 札幌   | 丹頂S                  | OP       | 芝2600m（良） | 14    | 3     | 3     | 006.90（4人）   | 12着 | R2:47.0（40.5）   | -2.8 | 0丹内祐次 | 53        | プレストウィック     | 480         |
| 2018.03.04 | 阪神   | 大阪城S                | OP       | 芝1800m（良） | 12    | 8     | 12    | 016.80（7人）   | 05着 | R1:45.8（34.4）   | -0.5 | 0国分恭介 | 55        | トリコロールブルー   | 486         |
| 0000.03.25 | 阪神   | 六甲S                  | OP       | 芝1600m（良） | 10    | 1     | 1     | 007.80（4人）   | 05着 | R1:33.4（34.8）   | -0.5 | 0国分恭介 | 56        | ロジクライ           | 476         |
| 0000.04.29 | 新潟   | 谷川岳S                | OP       | 芝1600m（良） | 16    | 6     | 11    | 007.00（5人）   | 09着 | R1:33.3（35.5）   | -0.8 | 0丹内祐次 | 56        | スターオブペルシャ   | 488         |
| 0000.06.02 | 東京   | 麦秋S                  | 1600万下 | ダ1400m（良） | 16    | 5     | 9     | 004.20（3人）   | 12着 | R1:25.0（37.3）   | -1.1 | 0柴田大知 | 57        | ユラノト             | 476         |
| 0000.09.17 | 阪神   | 仲秋S                  | 1600万下 | 芝1400m（良） | 13    | 8     | 13    | 008.10（5人）   | 11着 | R1:21.5（35.0）   | -1.2 | 0和田竜二 | 57        | ツーエムマイスター   | 480         |
| 0000.10.27 | 新潟   | 障害3歳上未勝利        |          | 芝2850m（良） | 14    | 6     | 9     | 003.80（2人）   | 01着 | R3:04.9（13.0）   | -1.3 | 0熊沢重文 | 60        | （フォルテメンテ）   | 496         |
| 0000.11.17 | 東京   | 秋陽ジャンプS          | OP       | 芝3110m（良） | 11    | 7     | 9     | 001.90（1人）   | 01着 | R3:24.9（13.2）   | -0.7 | 0熊沢重文 | 59        | （ジャズファンク）   | 488         |
| 2019.02.23 | 中山   | 春麗ジャンプS          | OP       | ダ3200m（良） | 13    | 5     | 6     | 001.50（1人）   | 01着 | R3:33.5（13.3）   | -2.0 | 0熊沢重文 | 60        | （ハルキストン）     | 496         |
| 0000.10.15 | 東京   | 東京ハイジャンプ       | J・GII   | 芝3110m（稍） | 9     | 8     | 9     | 001.90（1人）   | 03着 | R3:28.7（13.4）   | -0.6 | 0熊沢重文 | 60        | シングンマイケル     | 502         |
| 2020.02.01 | 京都   | 牛若丸ジャンプS        | OP       | ダ3170m（良） | 14    | 1     | 1     | 001.30（1人）   | 01着 | R3:41.3（14.0）   | -0.0 | 0熊沢重文 | 60        | （エアカーディナル） | 510         |
| 0000.03.14 | 阪神   | 阪神スプリングジャンプ | J・GII   | 芝3900m（稍） | 9     | 4     | 4     | 004.00（3人）   | 03着 | R4:20.6（13.4）   | -1.5 | 0熊沢重文 | 60        | オジュウチョウサン   | 504         |
| 0000.06.27 | 東京   | 東京ジャンプS          | J・GIII  | 芝3110m（稍） | 14    | 5     | 7     | 001.40（1人）   | 05着 | R3:28.0（13.4）   | -0.4 | 0熊沢重文 | 60        | ラヴアンドポップ     | 510         |
| 2021.03.20 | 中山   | ペガサスジャンプS      | OP       | 芝3350m（良） | 14    | 8     | 14    | 003.10（2人）   | 02着 | R3:46.2（13.5）   | -0.3 | 0熊沢重文 | 60        | マイネルレオーネ     | 516         |
| 0000.05.15 | 中京   | 京都ハイジャンプ       | J・GII   | 芝3900m（良） | 11    | 4     | 4     | 002.80（2人）   | 02着 | R4:15.5（13.1）   | -0.7 | 0熊沢重文 | 60        | マーニ               | 508         |

## 血統表
| トラストの血統                  | トラストの血統                                                                                            | トラストの血統                                                                                            | （血統表の出典）                                                                                          | （血統表の出典）  |
| 父系                            | ロベルト系                                                                                                | ロベルト系                                                                                                | ロベルト系                                                                                                | [ § 2 ]           |
| 父 スクリーンヒーロー 2004 栗毛 | 父の父*グラスワンダー 1995 栗毛                                                                           | Silver Hawk                                                                                               | Roberto                                                                                                   | Roberto           |
| 父 スクリーンヒーロー 2004 栗毛 | 父の父*グラスワンダー 1995 栗毛                                                                           | Silver Hawk                                                                                               | Gris Vitesse                                                                                              |                   |
| 父 スクリーンヒーロー 2004 栗毛 | 父の父*グラスワンダー 1995 栗毛                                                                           | Ameriflora                                                                                                | Danzig | Danzig            |
| 父 スクリーンヒーロー 2004 栗毛 | 父の父*グラスワンダー 1995 栗毛                                                                           | Ameriflora                                                                                                | Graceful Touch                                                                                            |                   |
| 父 スクリーンヒーロー 2004 栗毛 | 父の母ランニングヒロイン 1993 鹿毛                                                                        | *サンデーサイレンス                                                                                       | Halo | Halo              |
| 父 スクリーンヒーロー 2004 栗毛 | 父の母ランニングヒロイン 1993 鹿毛                                                                        | *サンデーサイレンス                                                                                       | Wishing Well                                                                                              |                   |
| 父 スクリーンヒーロー 2004 栗毛 | 父の母ランニングヒロイン 1993 鹿毛                                                                        | ダイナアクトレス                                                                                          | *ノーザンテースト                                                                                         | *ノーザンテースト |
| 父 スクリーンヒーロー 2004 栗毛 | 父の母ランニングヒロイン 1993 鹿毛                                                                        | ダイナアクトレス                                                                                          | モデルスポート                                                                                            |                   |
| 母 グローリサンディ 2001 芦毛   | 母の父エイシンサンディ 1993 鹿毛                                                                          | *サンデーサイレンス                                                                                       | Halo | Halo              |
| 母 グローリサンディ 2001 芦毛   | 母の父エイシンサンディ 1993 鹿毛                                                                          | *サンデーサイレンス                                                                                       | Wishing Well                                                                                              |                   |
| 母 グローリサンディ 2001 芦毛   | 母の父エイシンサンディ 1993 鹿毛                                                                          | エイシンウイザード                                                                                        | *ノーザリー                                                                                               | *ノーザリー       |
| 母 グローリサンディ 2001 芦毛   | 母の父エイシンサンディ 1993 鹿毛                                                                          | エイシンウイザード                                                                                        | シルバーナイキ                                                                                            |                   |
| 母 グローリサンディ 2001 芦毛   | 母の母ダイヤターン 1994 芦毛                                                                              | メジロティターン                                                                                          | メジロアサマ                                                                                              | メジロアサマ      |
| 母 グローリサンディ 2001 芦毛   | 母の母ダイヤターン 1994 芦毛                                                                              | メジロティターン                                                                                          | *シエリル                                                                                                 |                   |
| 母 グローリサンディ 2001 芦毛   | 母の母ダイヤターン 1994 芦毛                                                                              | キヨウシンタマヨリ                                                                                        | ハギノカムイオー                                                                                          | ハギノカムイオー  |
| 母 グローリサンディ 2001 芦毛   | 母の母ダイヤターン 1994 芦毛                                                                              | キヨウシンタマヨリ                                                                                        | ハグロタマヨリ                                                                                            |                   |
| 母系(F-No.)                     | フエアリストコメツト(IRE)系(FN:2-g)                                                                       | フエアリストコメツト(IRE)系(FN:2-g)                                                                       | フエアリストコメツト(IRE)系(FN:2-g)                                                                       | [ § 3 ]           |
| 5代内の近親交配                 | サンデーサイレンス 3 × 3 = 25.00％、Hail to Reason 5 × 5 × 5 = 6.25％、Northern Dancer 5 × 5 × 5 = 6.25％ | サンデーサイレンス 3 × 3 = 25.00％、Hail to Reason 5 × 5 × 5 = 6.25％、Northern Dancer 5 × 5 × 5 = 6.25％ | サンデーサイレンス 3 × 3 = 25.00％、Hail to Reason 5 × 5 × 5 = 6.25％、Northern Dancer 5 × 5 × 5 = 6.25％ | [ § 4 ]           |
| 出典                            | 1. 2. 3. 4.                                                                                               | 1. 2. 3. 4.                                                                                               | 1. 2. 3. 4.                                                                                               | 1. 2. 3. 4.       |

- 母グローリサンディは本馬と同じく中本牧場の生産馬で、ノースクイーンカップ、ひまわり賞（水沢）、華月賞、若草賞に勝ちダートグレード競走のエーデルワイス賞で3着に入っている[26]。
- 主たる近親（母グローリサンディの半弟）にユウタービスケット（新潟ジャンプステークス）[25]。